# Florijanovo znamenje
Florijanovo znamenje stoji na Grajskem trgu v Mariboru. Je vitek steber s kipom varuha pred ognjem. Je spomin na težke ure, ki so jih preživljali meščani ob pogostih požarih v preteklih stoletjih. Znamenje so postavili ob koncu 17. stoletja.